# Neottia mucronata
Neottia mucronata là một loài thực vật có hoa trong họ Lan. Loài này được (Panigrahi & J.J.Wood) Szlach. mô tả khoa học đầu tiên năm 1995.